# 1957 في أستراليا
فيما يلي قوائم الأحداث التي وقعت خلال عام 1957 في أستراليا.

## سياسة

### تعيين في المنصب
- 26 أكتوبر – توم لويس عضو الجمعية التشريعية نيو ساوث ويلز.

## مواليد

### يناير
- 1 يناير – شين برينار كاتب سيناريو من الولايات المتحدة الأمريكية.
- 15 يناير – وارن ماهر لاعب كرة مضرب أسترالي.

### مايو
- 22 مايو – جاري سويت ممثل أسترالي.

### أغسطس
- 6 أغسطس – جون هوكينغ محامي أسترالي.
- 23 أغسطس – وين هامبسون لاعب كرة مضرب أسترالي.

### سبتمبر
- 21 سبتمبر – كيفن رود
- 22 سبتمبر – نيك كاف موسيقي أسترالي.

### أكتوبر
- 18 أكتوبر – آن أوركهارت

## وفيات

### يناير
- 11 يناير – روبرت جاران (مواليد 1867)

### مايو
- 20 مايو – غيلبرت موراي (مواليد 1866)

### أكتوبر
- 19 أكتوبر – جوردون تشايلد (مواليد 1892)